# Isländische Fußballmeisterschaft der Frauen 1983
Die Isländische Fußballmeisterschaft der Frauen 1983 (isländisch 1. deild kvenna) war die zwölfte Austragung der höchsten isländischen Spielklasse im Frauenfußball. Sie startete am 26. Mai 1983 und endete am 8. September 1983. Sechs Mannschaften trafen im Doppelrundenturnier aufeinander. Breiðablik Kópavogur gewann zum fünften Mal in Folge und zum sechsten Mal insgesamt die isländische Meisterschaft.

## Meisterschaft
Tabelle
| Pl. | Verein               | Sp. | S | U | N  | Tore    | Diff. | Punkte |
| --- | -------------------- | --- | - | - | -- | ------- | ----- | ------ |
| 1.  | Breiðablik Kópavogur | 10  | 9 | 0 | 1  | 030:600 | +24   | 18:20  |
| 2.  | Valur Reykjavík      | 10  | 6 | 2 | 2  | 027:600 | +21   | 14:60  |
| 3.  | ÍA Akranes           | 10  | 5 | 2 | 3  | 032:110 | +21   | 12:80  |
| 4.  | KR Reykjavík         | 10  | 5 | 2 | 3  | 019:110 | +8    | 12:80  |
| 5.  | Víkingur Reykjavík   | 10  | 2 | 0 | 8  | 007:260 | −19   | 04:16  |
| 6.  | Víðir Reykjavík      | 10  | 0 | 0 | 10 | 004:590 | −55   | 0:20   |

Kreuztabelle 
|                      | Breiðablik Kópavogur |     | ÍA Akranes | KR Reykjavík | Víkingur Reykjavík | Víðir Reykjavík |
| Breiðablik Kópavogur |                      | 1:0 | 1:0        | 1:0          | 4:0                | 3:2             |
| Valur Reykjavík      | 1:0                  |     | 1:1        | 1:1          | 4:0                | 7:0             |
| ÍA Akranes           | 2:3                  | 2:1 |            | 1:1          | 1:0                | 4:0             |
| KR Reykjavík         | 0:4                  | 0:3 | 2:1        |              | 1:0                | 5:0             |
| Víkingur Reykjavík   | 1:3                  | 0:1 | 2:8        | 0:3          |                    | 2:1             |
| Víðir Reykjavík      | 0:10                 | 1:8 | 0:12       | 0:6          | 0:2                |                 |

## Torschützenliste
| Platz | Spielerin                                                                  | Verein                            | Tore |
| ----- | -------------------------------------------------------------------------- | --------------------------------- | ---- |
| 1.    | Laufey Sigurðardóttir                                                      | ÍA Akranes                        | 13   |
| 2.    | Erla Rafnsdóttir                                                           | Breiðablik Kópavogur              | 10   |
| 3.    | Guðrún Sæmundsdóttir                                                       | Valur Reykjavík                   | 8    |
| 4.    | Ásta Breiðfjörð Gunnlaugsdóttir Bryndís Einarsdóttir Kolbrún Jóhannsdóttir | Breiðablik Kópavogur KR Reykjavík | 6    |